# Vlag van oblast Kaliningrad
De vlag van Kaliningrad is in gebruik sinds 8 juli 2006 en toont twee brede horizontale banen in de kleuren rood (boven) en blauw (onder), die van elkaar gescheiden worden door een smalle gele baan. Het centrale element uit het wapenschild, een zilver kasteel met erboven het monogram van Elisabeth van Rusland, staat linksboven in de vlag.
De kleuren komen uit het wapen van oblast Kaliningrad, waar rood symbool staat voor arbeid, vitaliteit, kracht, moed, onbaatzuchtigheid, heldendom van de Russische soldaat en als eerbetoon aan hen die zijn gevallen bij de verdediging van het grondgebied. Blauw staat voor schoonheid, liefde, vrede en verheven aspiraties. Geel symboliseert grootheid, rijkdom, standvastigheid, duurzaamheid en macht. Het fort is een symbool van vertrouwen, standvastigheid en verdedigingsbereidheid; de open poort staat voor gastvrijheid, vriendelijke bedoelingen en contacten met het nabije en verre buitenland. Daarnaast benadrukt het monogram de historische banden van het huidige Kaliningrad met Rusland in de 18e eeuw.